# ハサン・サッバーフ
ハサン・サッバーフ（ペルシア語: حسن صباح Ḥasan Ṣabbāḥ、生年不詳 - 1124年）は、イスラム教シーア派のイスマーイール派から派生したニザール派の開祖。11世紀から13世紀半ばまでアラムートやギルド・クーフなどイランからシリア全土の山岳要塞を拠点とした、いわゆる暗殺教団の最初の指導者。「ハサン（Ḥasan）」のあとにエザーフェ（-e/-i）をつけて、「ハサネ・サッバーフ」（ハサニ・サッバーフ Ḥasan-e Ṣabbāḥ / Ḥasan-i Ṣabbāḥ）とも言う。別名・山の長老。

## 生涯
テヘラン南のクム（Qum/Qom）に12イマーム派の家に生まれた。ハサン・サッバーフの出身地クムは10世紀以降シーア派12イマーム派の中心地として発展してきた都市であり、自身も当初は12イマーム派の信徒であったという。父はイラクのクーファ出身で、その遠祖はイエメンの人であったと伝えられる。出生年代は知られていないが、恐らく11世紀半ばであろうと考えられる。7歳で志学し、17歳の頃までレイ（ライイ、テヘランの前身）で数学・天文学・イスラームの宗教諸学の研究を行っていたという。当時レイはファーティマ朝が各地に派遣していたイスマーイール派の宣教師ダーイー（ داعي dā‘ī）のイランにおける中心的な拠点であり、ハサンはこのレイでイスマーイール派と接触することとなった。ジュヴァイニーなどの後代の歴史家たちが伝えたハサンの自伝断片によると、アミーラ・ザッラーブという人物からイスマーイール派の教義について感化を受け、イスマーイール派の教主であるファーティマ朝カリフを奉じて忠誠を誓ったという。
この後、1072年に、イスマーイール派のイラーク・アラビー（現在のイラク中南部）とイラーク・アジャミー（現在のイランのザグロス山脈一帯の諸地域）における管区長であったアブドゥル＝マリク・イブン・アッターシュからレイでダーイーの資格を認可され、正式にイスマーイール派の信徒になった。この直後、イブン・アッターシュから、カイロへ赴きファーティマ朝カリフの宮廷に出頭してカリフに謁見するよう命じられた。1078年から数年の間、ファーティマ朝の宮廷で研究を行った。エスファハーンに帰還後は、ニザームルムルクを避けてイランで宣教活動を行って成果を得た。1090年、イラン中西部カズヴィーン近傍の要塞、アラムート城砦を奪取して拠点とし、のちシャイフル・ジャバル（山の長老）と呼ばれる事となった。また、アラムートを占拠して間もなく1091年から1092年にはホラーサーン南東部のクヒスターン地方（現在のラザヴィー・ホラーサーン州から南ホラーサーン州一帯の地域）にアラムート周辺の改宗運動に功績の有ったダーイー、フサイン・ガーイニーを派遣した。ガーイニーの布教は成功して住民の大部分をニザール派に改宗させることができたようだが、同時に、当時抑圧的な支配で地域住民から恨まれていたセルジューク朝のアミールを排斥しており、これは外来のセルジューク朝政権に対する民衆蜂起的な性格を有していたとも論じられている。ルードバールやクヒスターン一帯など、イラン周辺の山岳地帯の城塞群を中心にニザール派の勢力圏は徐々に拡大して行った。
1094年、ファーティマ朝第8代カリフ・ムスタンスィルの死後、カリフの後継者問題で廃嫡されたニザールを支持し、その代理人を称していわゆるニザール派を形成。主に城砦の奪取や要人の暗殺といった手段でセルジューク朝に抵抗し、その独特の暗殺戦術をして「アサッシン教団（暗殺教団）」と称された。教団はその戦術に加え、絶対的権威に対する服従を説いたタアリーム理論に基づく「新教説」（ダウワ・ジャディーダ دعوة جديدة da‘wa jadīda ）によって組織の結束に成功した。また自身も極めて禁欲的な生活を守り、それを犯した息子たちを処刑したという逸話も残されている。1124年5月にランマサル城塞の主に任じられていたキヤー・ブズルグ＝ウミードを自らの後継者に任命し、さらに伝道局部門にはデフダール・アブー・アリー・アルディスターニーを右に、ハサン・ブン・アーダム・カラーニーを左に、教団の軍事部門の指揮官としてキヤー・バー・ジャアファルを前衛に配するようそれぞれ任命した後、同月の1124年5月23日、アラムート城内で死去した。

## 逸話・伝説
その生涯についての情報は伝説的な内容も多分に含まれているが、1256年にモンゴル帝国のフレグの遠征によってニザール派第8代教主ルクヌッディーン・フルシャーの降伏によってアラムート城塞は陥落し、モンゴル軍によりアラムートのニザール派の文書群も接収された。この文書群のなかにはハサン・サッバーフ自身がニザール派教団に対して発した教令や宗教関係の著作などが含まれていたという。ここにはハサンの自伝もあり、フレグに扈従してこのニザール派文書の接収を担当したアラーウッディーン・アターマリク・ジュヴァイニーは自著『世界征服者史』のイスマーイール派史の部分でハサンのこの伝記を引いて説明している。イランの伝統的な歴史学でイスマーイール派の歴史が語られる場合、このジュヴァイニーの情報に多く依拠している。
アラムートを占拠してからハサン・サッバーフは城塞の一角に設けられた自室から殆ど出ることはなく、常に禁欲的生活とニザール派の教義に関する著作活動と教団内外への各種の政策の指事に費やしたと言われている。13世紀前半に大部の歴史書『完史』を著したイブン・アル＝アスィールはハサン・サッバーフを評して、「明敏、有能にして、幾何学、数学、魔術その他に精通した人物」と述べており、フレグによるニザール派の滅亡以前に、有能にして博覧強記ながら「魔術」など神秘的でイスラームの正道から外れたいかがわしい才能を持つ人物として見られていたことが伺われる（これは著者自身や『完史』を献呈した相手であるモースルのアタベクなどがスンナ派であったことも注意せねばならない）。

### ニザームルムルクとの逸話
イルハン朝後期の歴史家ムスタウフィー・カズヴィーニーの『選史』などに伝えるところによると、かつてハサン・サッバーフはセルジューク朝の第2代君主アルプ・アルスラーンの宮廷に出仕していたが、時の宰相（ワズィール）ニザームルムルクはスンナ派の庇護者であり、狂信的なシーア派の信徒であったハサンはこれに激しい敵愾心を抱いていたという。ある日アルプ・アルスラーンは国土の総支出について報告書を提出するよう命じた。ニザームルムルクは1年を要する旨応えたが、ハサンは40日で完了すると応えた。ニザームルムルクはハサンの言う日数では不可能な事だと相手にしなかったが、アルプ・アルスラーンによる許可を受けてハサンは書記たちを動員し、40日後に良好な報告書を完成させてしまった。動揺したニザームルムルクは密かに妨害工作を行い、アルプ・アルスラーンの御前での報告の日に完成した提出書類をわざと錯簡させた。このためハサンはアルプ・アルスラーンの御前での報告の時に、書類のページがぐちゃぐちゃに入り乱れている事に気付き、スルタンに口頭での発表を促されたが答える事ができなかった。すかさずニザームル・ムルクは「学識ある者が完成には1年を要すべき帳簿を、無学の者が40日で完成しようとなると、かくのごとき結果になるのです」と追打ちをかけた。面目を丸潰れにされたハサンは宮廷を逃れ、過激なニザール派信仰の頭目になった。後年ハサン・サッバーフの指示でフィダーイーたちが要人暗殺を行うようになった時、その最初の犠牲者はニザームルムルクであったといい上述のニザール派文書中の暗殺達成リストの最上段にニザームルムルクの名前が書かれていたと伝えられる。
また、他のイラン周辺でよく知られた伝説では、ニザームルムルクと数学者のウマル・ハイヤーム、ハサン・サッバーフは若い時にニーシャープールにおいて偉大なる学者イマーム・ムワッファクのもとで互いに勉学に勤しんでいたというものがある。それぞれが後年ニザームルムルクはセルジューク朝のワズィールとなって国政の最高権力者になり、ウマル・ハイヤームは天文学・数学を極めて自然科学研究の第一人者となり、ハサン・サッバーフは暗殺教団の頭目となり暗殺と恐怖を蔓延させ異端・外道の頂点に立った、というものである。しかし、没年から考えてウマル・ハイヤーム（1048年 - 1131年）とハサン・サッバーフ（? - 1124年）は近い世代と考えられるがニザームルムルク（1017年 - 1092年）はウマル・ハイヤームと比べても親子以上に年齢が離れているため、全く根拠のないただの伝説とみられる。